# Asuridia decussa
Asuridia decussa là một loài bướm đêm thuộc phân họ Arctiinae, họ Erebidae.